# Arthurdendyus triangulatus
Arthurdendyus triangulatus é uma espécie de verme achatado terrestre de vida livre (não-parasita) que pertence ao filo dos platelmintos, classe turbellaria, subordem terricola. Um verme carnívoro com 15-20 centímetros de comprimento cuja dieta constitui-se principalmente de minhocas.
Nativo da Nova Zelândia, esse animal (ou possivelmente seus ovos) foi acidentalemente trazido para a Grã-Bretanha em navios e tornou-se uma espécie invasora com grande impacto ambiental, já que ficou conhecida como uma praga por devorar as minhocas inglesas, prejudicando o solo.